# Rhamnus subapetala
Rhamnus subapetala är en brakvedsväxtart som beskrevs av Elmer Drew Merrill. Rhamnus subapetala ingår i släktet getaplar, och familjen brakvedsväxter. Inga underarter finns listade i Catalogue of Life.